# 八穀一
八穀一，即御夫座δ（δ Aur, δ Aurigae）是一个位于御夫座的双星系统，距离地球约140光年。
八穀一的主星是一颗橙色K-型巨星，视星等为+3.72。它的伴星视星等为+9.7，距离主星115.4角秒。
在中国古代星官系统中，它属于三垣紫微垣的星官八穀第一星，这也是八穀一名字的来由。在印度天文学中，八穀一被称为Prajāpati (प्रजापति), 意思为“造物主”。